# فونتانل (آلبوم)
فونتانل (به انگلیسی: Fontanelle) دومین آلبوم استودیویی از گروهٔ موسیقی پانک راک آمریکایی بیبز این توی‌لند می‌باشد که در ۱۱ اوت سال ۱۹۹۲ از سوی رپریز رکوردز منتشر گردید.